# Marcillac (Gironda)
Marcillac és un municipi de França al departament de la Gironda (regió de Nova Aquitània). És un dels municipis al País Gavai o Gavacheria, que tot i trobar-se geogràficament a Occitània és de parla oïl (saintongesa). L'1 de gener de 2019 es va fusionar amb Saint-Caprais-de-Blaye per formar la commune nouvelle de Val-de-Livenne, creació confirmada per un decret de la prefectura del 28 de setembre de 2018.
| 1962                                       | 1968  | 1975  | 1982  | 1990  | 1999 | 2007  |
| ------------------------------------------ | ----- | ----- | ----- | ----- | ---- | ----- |
| 1.025                                      | 1.131 | 1.061 | 1.066 | 1.115 | 996  | 1.107 |
| Des de 1962: població sense dobles comptes |       |       |       |       |      |       |

| Període   | Identitat         | Partit |
| --------- | ----------------- | ------ |
| 1989-2008 | Jean-Marie Huchet |        |
| 2008-     | Philippe Labrieux |        |